# Hnědý cukr

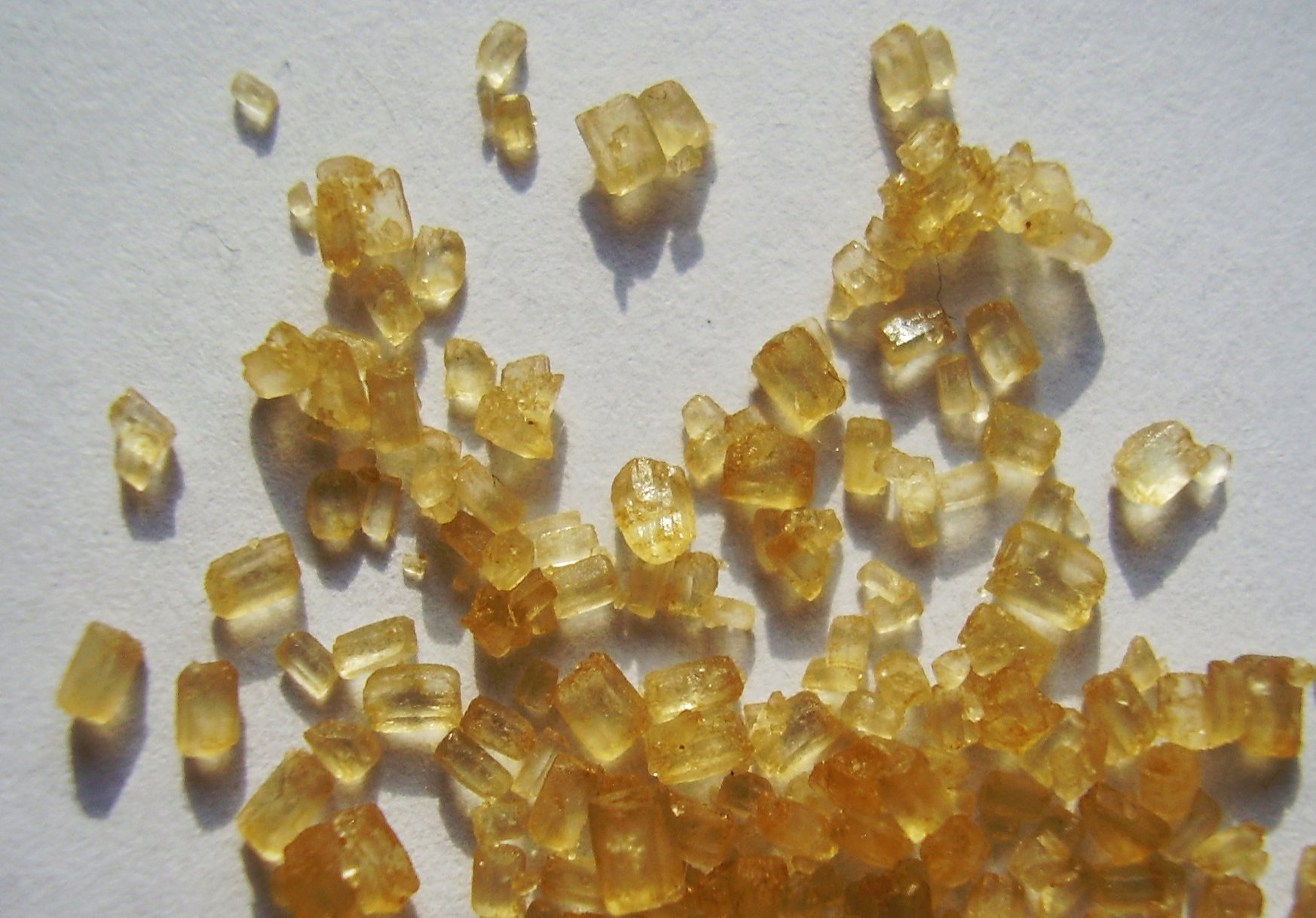
Krystaly hnědého cukru

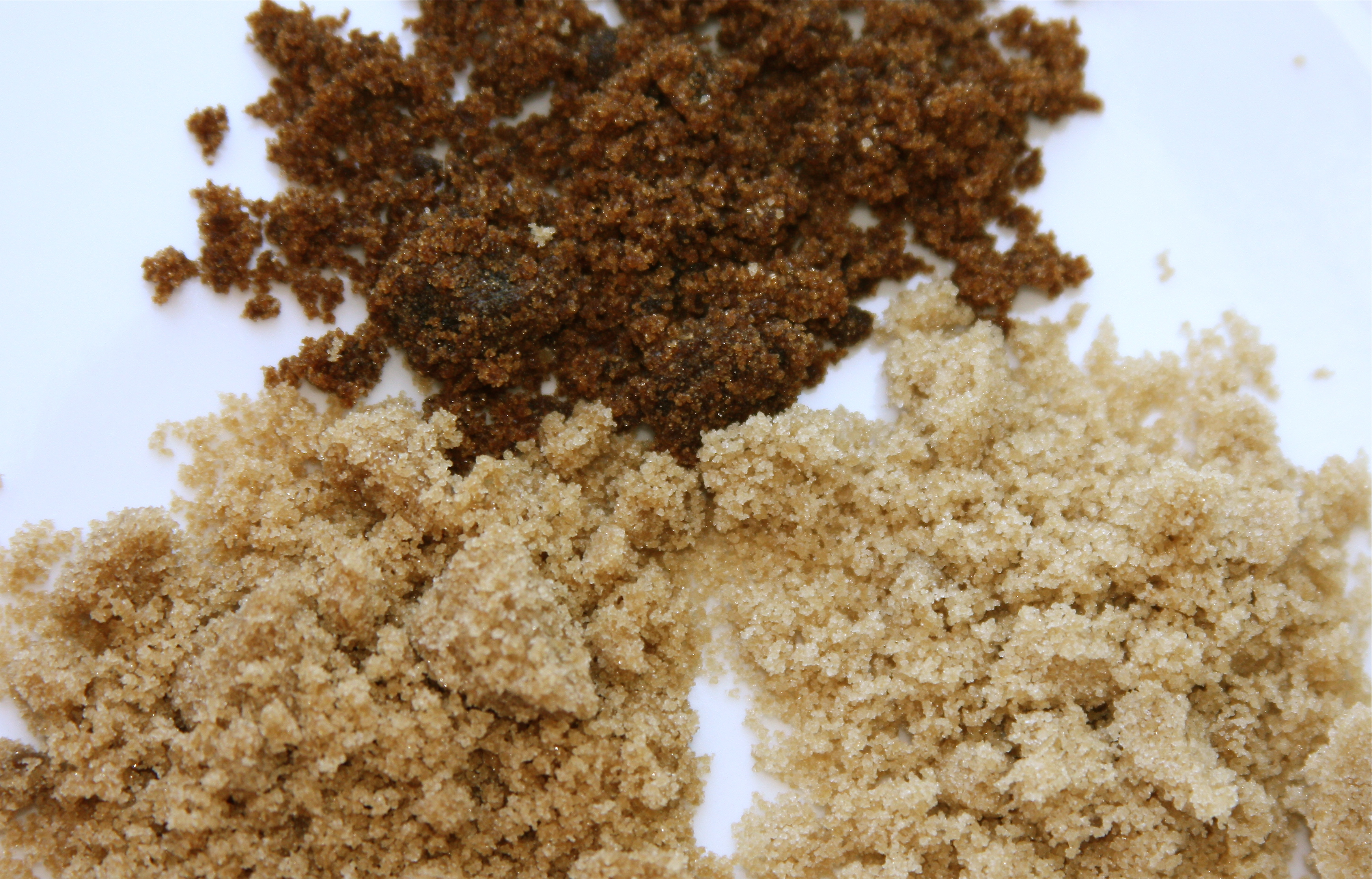
Muscovado (nahoře), tmavý hnědý cukr (vlevo) a světlý hnědý cukr (vpravo)

Hnědý cukr je cukr (sacharóza), který se od klasického bílého rafinovaného cukru liší svou hnědou barvou, která je způsobena melasou. Může se jednat o nerafinovaný nebo částečně rafinovaný krystalový cukr, ve kterým je zanechán nějaký obsah melasy. Může se také vyrábět z bílého rafinovaného cukru, do kterého je přidána melasa (tímto způsobem ho lze vyrobit i v domácích podmínkách). Hnědý cukr je častěji třtinový cukr, protože třtinová melasa má lepší chuť než ta řepná. Bývá mylně považován za zdravější, jelikož má obsahovat více vitamínů a železa, podle současných informací se jeho účinky přeceňují. V kuchyni se může používat jako náhrada javorového cukru, také snadněji karamelizuje. Často se využívá v asijské kuchyni.
Světlý hnědý cukr obsahuje okolo 3,5% melasy, tmavý hnědý cukr obsahuje okolo 6,5%. Cukr s velmi vysokým obsahem melasy se nazývá muscovado.